# Хван Кьо Ан
Хван Кьо Ан (кор. 황교안, 黃敎安, Hwang Gyo-an, Hwang Kyo-an; нар. 15 квітня 1957) — корейський правник і політик, міністр юстиції, прем'єр-міністр та виконувач обов'язків президента Республіки Корея.

## Біографія
Закінчив престижну середню школу Кенгі в Сеулі, а 1981 року — юридичний факультет університету Сонгюнгван. Понад 30 років працював в органах прокуратури. Обіймав посади прокурора міст Чханвона, Тегу та Пусана.
Від березня 2013 року — міністр юстиції Республіки Корея.
21 травня 2015 року був обраний на посаду прем'єр-міністра країни, 18 червня того ж року парламент схвалив його призначення головою уряду.
9 грудня 2016 року президенту Пак Кин Хє було оголошено імпічмент, тому відповідно до конституції Хван став виконувачем обов'язків президента.
На посаді в.о. Президента Республіки Корея Хван Кьо Ан пробув до 10 травня 2017 року. Після того новим президентом став Мун Чже Ін.
11 травня 2017 року Хван Кьо Ан подав у відставку і з посади прем'єр-міністра країни. Президент Мун Чже Ін на зустрічі з ним запропонував виконувати обов'язки до формування нового уряду. Втім Хван Кьо Ан відмовився.

## Особисте життя
Одружений. Має сина і дочку.